# 家族関係登録簿
家族関係登録簿（かぞくかんけいとうろくぼ）とは国が公的に作成して、家族関係を証明する発行証である。

## 概要
日本とは違い大陸系国家では「家族関係登録」制度を採用する傾向がある。特にアメリカ合衆国、イギリス、オーストラリアでは国家による「家族登録」を行わない伝統を持ち、戸籍のような家族単位の国民登録制度は存在しないとされている。
登録簿の発行には国々によっても異なるが、個人的に出向く方法とオンラインで発行してもらう方法がある。自分自身の出生証明書、家族関係を証明してもらいたい相手の出生証明や養子にした事を証明する公的文章などを用意し、作成してもらう。
アメリカなどではオンラインのファミリーツリー作成ウェブページのデータベースも充実しており、家族関係登記簿ではないが、準ずる家族関係を作成、見ることも出来るようになった。
家族関係登録簿整理申請と特例法
在日コリアンについては従前の「外国人登録」上の「韓国」あるいは「朝鮮」など国籍欄の記載の如何にかかわらず、ルーツは現在の韓国の領域内にあり、韓国国内に自身の記載されるべき旧戸籍制度における「除籍簿」から家族関係登録簿として住民登録の事実がほとんどの人について存在している。日本で本来記載されるべき婚姻・出生等の身分事項が何らかの事情で家族関係登録簿に記載されていないもしくは適切に記載されていない場合に、その事実を韓国政府や日本に所在する駐日韓国総領事館もしくは大使館領事部や韓国本国の登録基準地、旧戸籍制度における「本籍地」等の市庁・区庁・邑事務所・面事務所等に、申告もしくは申請して家族関係登録簿の記載を正しい状況、本来あるべき状況に直してもらう手続きがなされている。なお実際の手続きは状況に応じて「家族関係登録創設」・「家族関係登録簿訂正」・「家族関係登録簿整理」等に分かれている。
通常、韓国側に家族関係登録関係の申告を行う場合には韓国の「家族関係の登録等に関する法律（가족관계의 등록 등에 관한 법률）」に基づいて手続きすることになり、在日コリアンが「家族関係登録簿」の整理手続きを行う場合には 「在外国民の家族関係登録創設、家族関係登録簿訂正及び家族関係登録簿整理に関する特例法（재외국민의 가족관계등록 창설, 가족관계등록부 정정 및 가족관계등록부 정리에 관한 특례법）」という法律（略称「特例法」）に基づく申請も可能とされている。この「特例法」は、在日コリアンをはじめ海外に長期間在留する同胞の出生、婚姻、認知、養子縁組、死亡等の身分事項が韓国の家族関係登録簿に正しく反映されていないケースが極めて多いという特殊な事項を韓国政府が憂慮して定めた法律で、在外国民が簡便な方法により家族関係登録簿整理に関する申請を行えるよう、さまざまな便宜が図られている。